# فرودگاه نادیم
فرودگاه نادیم (به روسی: Аэропорт Надым) فرودگاهی عمومی واقع در نادیم در یامالو-ننتس در کشور روسیه است.

## شرکت‌های هواپیمایی و مقصدهای پروازی
| شرکت‌های هواپیمایی | مقصدهای پروازی                      |
| ----------------- | ----------------------------------- |
| Gazpromavia       | ونوکووا، سووتسکی تیومنسکایا         |
| اس۷ ایرلاینز      | دوموده‌دوو                           |
| یامال ایرلاینز    | دوموده‌دوو، سالخارد، رسچینو، کولتسوو |